# De excidio Thoringiae
De excidio Thoringiae (La caduta della Turingia) è un poema in latino di Venanzio Fortunato (569-570 d.C.) composto in forma di lettera inviata da Radegonda al cugino Amalafrido dopo la morte del padre Ermanafrido.

## Descrizione
Il componimento formato in versi descrive la distruzione della Turingia nel 531 e  l’invocazione ad Amalafrido, affinché egli faccia avere notizie di sé e delle sue sorelle. Il carme si chiude con la preghiera d’intercessione presso gli imperatori d’Oriente, per ottenere la salvezza della Francia.

## Testo Latino
| Condicio belli tristis, sors invida rerumi quam subito lapsu regna superba cadunt! quae steterant longo felicia culmina tractu vieta sub ingenti clade cremata iacent. aula palatino quae floruit antea cultu, hanc modo prò cameris maesta favilla tegit. ardua quae rutilo nituere ornata metallo, pallidus oppressit fulgida tecta cinis. missa sub hostili domino captiva potestas, decidit in humili gloria celsa loco, stans aetate pari famulorum turba nitentum funereo sordet pulvere functa die. clara ministrorum stipata corona [potentum] nulla sepulchra tenens mortis honore caret flammivomum vincens rutilans in crinibus aurum strata solo recubat lacticolor amati, heu male texerunt inhumata cadavera campum, totaque sic uno gens iacet in tumulo, non iam sola suas lamentet Troia ruinas: pertulit et caedes terra Thoringa pares. hinc rapitur laceris matrona revincta capillis, nec laribus potuit dicere triste vale, oscula non licuit captivo infigere posti nec sibi visuris ora referre locis. nuda maritalem calcavit pianta cruorem blandaque transibat fratre iacente soror. raptus ab amplexu matris puer ore pependit, funereas planctu nec dedit ullus aquas. sorte gravi minus est nati sic perdere vitam: so perdidit et lacrimas mater anhela pias. | non aequare queo vel barbara femina fletum cunctaque guttarum maesta natare lacu. quisque suos habuit fletus, ego sola sed omnes: est mihi privatus publicus ille dolor, consuluit fortuna viris quos perculit hostis; ut flerem cunctis una superstes agor. nec solum extinctos cogor lugere propinquos: hos quoque, quos retinet vita benigna, ileo, saepe sub umecto conlidens lumina vultu; murmura clausa latent nec mea cura tacet. specto libens, aliquam si nuntiet aura salutem, nullaque de cunctis umbra parentis adest. sacra monasterii si me non claustra tenerent, improvisa aderam, qua regione sedes. prompta per undifragas transissem puppe procellas, flatibus hibernis laeta moverer aquis. fortior eductos pressissem pendula fluctus, et quod nauta timet non pavitasset amans. imbribus infestis si solveret unda carinam, te peterem tabula remige vecta mari, sorte sub infausta si prendere ligna vetarer, ad te venissem lassa natante manu, cum te respicerèm, peregrina pericla negassem, naufragii dulcis mox relevasses onus; aut mihi si querulam raperei sors ultima vitam, vel tumulum manibus ferrei harena tuis. ante pios oculos issem sine luce cadaver, ut vel ad exequias commoverere meas. qui spernis vitae fletus, lacrimatus humares «o atque dares planctus, qui modo verba negas. | Quid fugio memorare, parens, quid differo luctus? de nece germani cur, dolor alte, taces, qualiter insidiis insons cecidisset iniquis oppositaque fide raptus ab orbe fuit? ei mihi, quae renovo fletus referendo sepultos atque iterum patior, dum lacrimanda loquor! ille tuos cupiens properat dum cernere vultus, nec suus impletur, dum meus obstat, amor, dum dare dura mihi refugit, sibi vulnera fixit: re laedere quod timuit, causa doloris adest. percutitur iuvenis tenera lanugine barbae, absens nec vidi funera dira soror. non solum amisi, sed nec pia lumina clausi nec superincumbens ultima verba dedi, frigida non calido tepefeci viscera fletu, oscula nec caro de moriente tuli, amplexu in misero neque collo flebilis haesi aut fovi infausto corpus anhela sinu. vita negabatur: quin iam de fratre sorori so debuit egrediens halitus ore rapi? quae feci vivo, misissemlistra feretro: non licet extinctum vel meus omet amor? impia, crede, tuae rea sum, germane, saluti; mors cui sola fui, nulla sepulchra dedi. quae semel excessi patriam, bis capta remansi atque iterum hostes fratre iacente tuli, tunc, pater ac genetrix et avunculus atque parentes, quos flerem in tumulo, reddidit iste dolor, non vacat ulla dies lacrimis post funera fratris, qui secum ad manes gaudia nostra tulit. |